# WWF Championship Wrestling
WWF Championship Wrestling (ehemals WWWF Championship Wrestling) war eine wöchentliche Wrestlingsendung der World Wrestling Federation von 1972 bis 1986. Das über Syndicated Broadcasting ausgestrahlte Programm war die Hauptfernsehsendung der WWF, bis es von WWF Superstars of Wrestling abgelöst wurde.

## Ausstrahlung
WWWF Championship Wrestling war die erste Fernsehsendung der US-amerikanischen Wrestling-Promotion WWWF. Um die Verbreitung des Programms kümmerte sich Vince McMahon, der sich auch als Kommentator und Interviewer an der Show beteiligte. McMahon überzeugte vor allem kleinere private Fernsehsender, die Sendung ins Programm zu nehmen. So sollen Sender wie KPLR-TV in St. Louis und KHJ-TV (heute KCAL-TV) bis zu 100.000 Dollar an die WWWF gezahlt haben, um das Programm senden zu dürfen.
Die Matches der Sendung wurden überwiegend in der Philadelphia Arena und später in der Allentown Agricultural Hall in Allentown, Pennsylvania mitgeschnitten. Dabei wurden meist drei Sendungen in einer Nacht produziert. Ab 1984 wurden die Shows im Mid-Hudson Civic Center in Poughkeepsie, New York aufgenommen. Das letzte Taping fand am 5. August 1986 statt, die letzte Ausstrahlung erfolgte am 30. August. Die darauffolgende Woche wurde erstmals WWF Superstars of Wrestling gesendet.
International wurde die Sendung ab dem Mai 1985 in Australien im Zuge der ersten Wrestlemania auf dem Ten Network gezeigt.

## Konzept
Die Show zielte auf den verkauf von Houseshows ab und bot mehrere Wrestling-Matches, meist einen großen Hauptkampf und mehrere Matches von etablierten Stars gegen sogenannte Jobber. Dazu kamen Interviews, die meist von Vince McMahon, manchmal zusammen mit Pat Patterson, geführt wurden, bis 1984 Gene Okerlund diesen Job übernahm.
Langjähriger Moderator war Vince McMahon, der das Geschehen im Ring mit einem weiteren Partner, der jedoch häufig wechselte, kommentierte. Zu den weiteren Moderatoren zählten:
- Antonino Rocca (1972–1976)
- Bruno Sammartino (1976–1980)
- Pat Patterson (1980–1983)
- Gene Okerlund (1984)
- Tony Garea (1984)
- Bruno Sammartino (1984–1986)

Ringsprecher war Joe McHugh, der 1984 von Howard Finkel ersetzt wurde.